# Простые люди (фильм, 1945)
«Простые люди» — художественный фильм режиссёров Леонида Трауберга и Григория Козинцева 1945 года о самоотверженном труде простых советских людей в годы Великой Отечественной воины. Последняя совместная работа двух режиссёров.
В постановлении Оргбюро ЦК ВПК(б) от 4 сентября 1946 года «О кинофильме „Большая жизнь“» фильм «Простые люди» был охарактеризован как «неудачный» и «ошибочный», в результате чего картина была выпущена на экраны только 25 августа 1956 года.

## Сюжет
Фашистские полчища рвутся к Ленинграду. С аэродрома авиационного завода улетает последний самолёт. Завод подлежит эвакуации. Через всю страну в далёкий Узбекистан едут ленинградцы — старики, женщины, подростки. Кадровые рабочие сражаются на фронте. Но завод должен начать выпуск самолётов через два месяца. Прибыв на место, люди устанавливают станки под открытым небом и начинают работать. В заводской коллектив вливаются тысячи новых людей. Многие из них потеряли своих родных и близких. Большое горе у директора завода Ерёмина. Его жена во время эвакуации пропала без вести. Но Ерёмин не сгибается под тяжестью удара. День и ночь его можно видеть на территории завода. Нет такого участка работы, который бы миновал хозяйского глаза директора. Словно в награду за его самоотверженный труд к нему приходит огромная радость: он находит свою жену. Попав в плен к немцам, она перенесла все тяготы оккупации, лишившей молодую, цветущую женщину здоровья и памяти. Заботливый уход врачей постепенно излечивает Ерёмину. В день, когда завод выпускает свой первый самолёт, она выходит из больницы. Вместе с мужем и всем коллективом завода Ерёмина переживает радость трудовой победы.

## В ролях
- Юрий Толубеев — Ерёмин, директор завода
- Ольга Лебзак — Ерёмина, его жена
- Борис Жуковский — Макеев
- Ф. Бабаджанов — Акбашев
- Екатерина Корчагина-Александровская — бабка
- И. Кудрявцева — Варвара Шапкина
- Лариса Емельянцева — Саша Слепнёва
- Владимир Колчин — Иванов
- Татьяна Пельтцер — Плаксина
- Анатолий Чирьев — Ромка
- Александр Лариков — Кизляков
- Константин Адашевский — повар
- Константин Скоробогатов — старый инженер (нет в титрах)
- Лев Свердлин (нет в титрах)

## Съёмочная группа
- Авторы сценария и режиссёры: Григорий Козинцев, Леонид Трауберг
- Операторы: Андрей Москвин, Анатолий Назаров
- Композитор: Дмитрий Шостакович
- Художники: Евгений Еней, Давид Виницкий.
- Звукооператор: И. Волк.
- Монтажёр: В. Миронова.
- Директор картины: А. Гинзбург.